# 송기수 (축구인)
송기수(한국 한자: 宋基洙)는 일제강점기 시절의 축구 선수 겸 육상 선수농구 선수, 아이스하키 선수인 동시에 체조인, 수영인, 교사 였으며, 당시 라이벌 팀인 평양 축구단과 경성 축구단의 창립 맴버이기도 했다. 해방 이후에는 잠시 아이스하키 선수로 활약하기도 했다.